# مونتالدو بورمیدا
مونتالدو بورمیدا (به ایتالیایی: Montaldo Bormida) یکی از شهرستانهای استان آلساندریا در منطقه ایتالیایی پیدمونت می‌باشد که در ۸۰ کیلومتری جنوب شرقی تورین و ۲۵ کیلومتری جنوب آلساندریا واقع شده است.
مونتالدو بورمیدا با این مناطق شهری مرز مشترک دارد: کارپه‌نتو، اورسارا بورمیدا، ریوالتا بورمیدا، سزادیو و تریسوبیو.

## کلیسا منتظران ظهور روز هفتم
اولین کلیسا منتظران ظهور روز هفتم ایتالیا در مونتالدو بورمیدا در سال ۱۹۲۵